# 湿地国际
湿地国际是全球性非盈利组织，在18个国家设立办事处。湿地国际致力于湿地保护和可持续管理。

## 概况
- 湿地国际建立了完善的专家网络，与许多重要的组织建立了伙伴关系，使湿地国际拥有全球湿地保护的重要工具。我们活动的基础是正确的科学，在120多个国家开展活动。
- 湿地国际的宗旨是：通过在全球范围内开展研究，信息交流和保护活动，维持和恢复湿地，保护湿地资源和生物多样性，造福子孙后代。
- 管理与组织:湿地国际由其成员大会管理，目前的成员有58个国家、湿地科学专家组协调员和伙伴组织。成员大会是湿地国际最高决策机构，每三年开一次大会，商定湿地国际战略，审议工作计划，批准会费额度，决定预算和任命董事会成员。
- 湿地国际在非洲、美洲、亚洲、欧洲和大洋洲设立了18个办事处，通过这种网络开展工作，其总部设在荷兰。